# Celine (miasto Jastrebarsko)
Celine – wieś w Chorwacji, w żupanii zagrzebskiej, w mieście Jastrebarsko. W 2011 roku liczyła 68 mieszkańców.